# Football Club Kingersheim (futsal)
Maillots
Actualités
Le Football Club Kingersheim est un club sportif de football fondé en 1928 et basé à Kingersheim (Haut-Rhin).
Il est réputé pour son équipe de futsal crée en 2015, couramment appelé Kingersheim Futsal. Celle-ci atteint le niveau national dès l'année suivante. Lors des quatre saisons suivantes, l'équipe termine à la seconde place de Division 2, alors que seul le premier est promu. Le FCK est premier ex æquo lors de l'arrêt de la saison 2019-2020 à cause de la pandémie de Covid-19, l'autre club est promu. L'exercice suivant est annulé à cause de la pandémie, mais la FFF promeut administrativement Kingersheim à l'été 2021 en D1 2021-2022.

## Histoire

### Section futsal nationale (depuis 2015)
En 2015, ancien joueur du championnat de France, Salim Dridi crée la section futsal du FC Kingersheim, avec d'anciens coéquipiers. Championne dès l’année de sa création, l'équipe dispute les barrages d’accession au niveau national et accède en deuxième division en seulement neuf mois d'existence.
Dès la première saison en Division 2, l'équipe finit deuxième. Sur les années suivantes, elle finit encore deuxième ou premier ex æquo.
En 2019-2020, le championnat de D2 est arrêté à cause de la pandémie de Covid-19 en France. Le club est alors deuxième à égalité de points avec le premier, le FC Chavanoz, avec 26 points en douze rencontres. Pour les départager, la FFF départage les deux équipes au nombre de matchs joué à l’extérieur, en faveur de Chananoz,. Les recours du FCK auprès du CNOSF puis auprès de la Commission supérieure d’appel de la FFF sont rejetés.
La saison 2020-2021 de Division 2 est interrompue pour cause de Covid. En juillet 2021, la FFF invite l'Étoile lavalloise et le FCK à accéder en première division après validation des comptes par la DNCG,. Philippe Lafrique, personnage du futsal français, déclare : « puisqu’il a fallu avoir recours à des accessions de D2, la D1 accueille, avec Laval et Kingersheim, deux clubs déjà bien structurés dans leur organisation, avec des écoles de Futsal labélisées ». Le mois suivant, en conflit avec des membres du FC Kingersheim, Réda Bouadjadja, dirigeant et mécène de la section futsal, quitte le club entraînant l'exode de plusieurs joueurs.
Après un début de championnat 2021-2022 compliqué, l'équipe est dernière au classement en décembre 2021. Au début du mois, le FCK l'emporte néanmoins face à Laval, pourtant vainqueur du leader Toulon deux semaines auparavant. Cette deuxième victoire de la saison permet alors à Kingersheim de revenir à quatre petits points de Laval. Finalement, après notamment quatre victoires en six matchs en mars 2022, elle se maintient et termine neuvième sur dix en D1 avec 18 points.
Fin août 2022, l'entraîneur Jawad Belainoussi confie « Nous avons pour ambition de jouer le maintien en 2022-2023. Nous avons le plus petit budget du championnat. Avec 130 000 euros, on ne peut pas faire beaucoup de choses ». Kingersheim est alors le seul club du Grand Est au plus haut niveau en futsal.

## Palmarès

### Titres et trophées
La section futsal est championne dès l’année de sa création, l'équipe dispute les barrages d’accession au niveau national et accède en deuxième division en seulement neuf mois d'existence.
- Division d'honneur futsal de la Ligue d'Alsace (1)
  - Champion : 2015-16
- Divisions d'Excellence Haut-Rhin (football) de la Ligue d'Alsace (1)
  - Champion : 2015-16

### Bilan par saison
Championne dès l’année de sa création, l'équipe dispute les barrages d’accession au niveau national et accède en deuxième division en seulement neuf mois d'existence. Dès la première saison en Division 2, l'équipe finit deuxième. Sur les années suivantes, elle finit encore deuxième ou premier ex æquo.
| Saison    | Championnat         | Championnat | Championnat | Championnat | Championnat | Championnat | Championnat | Championnat | Championnat | Championnat | Coupe de France  | Entraîneur        |
| Saison    | Division            | Rang        | Pts         | MJ          | G           | N           | P           | Bp          | Bc          | Diff.       | Coupe de France  | Entraîneur        |
| --------- | ------------------- | ----------- | ----------- | ----------- | ----------- | ----------- | ----------- | ----------- | ----------- | ----------- | ---------------- | ----------------- |
| 2015-2016 | DH Alsace           |             |             |             |             |             |             |             |             |             | quart de finale  | Selim Dridi       |
| 2016-2017 | Division 2 - grp. B | 2e/10       | 37          | 18          | 11          | 4           | 3           | 104         | 60          | +44         | 32e de finale    | Selim Dridi       |
| 2017-2018 | Division 2 - grp. B | 2e/9        | 37          | 16          | 12          | 1           | 3           | 92          | 57          | +35         | 32e de finale    | Selim Dridi       |
| 2018-2019 | Division 2 - grp. B | 2e/10       | 38          | 18          | 12          | 2           | 4           | 94          | 72          | +22         | finale régionale | Selim Dridi       |
| 2019-2020 | Division 2 - grp. B | 2e/10       | 26          | 12          | 8           | 2           | 2           | 57          | 45          | +12         | finale régionale | Selim Dridi       |
| 2020-2021 | Division 2 - grp. B | annulé      | annulé      | annulé      | annulé      | annulé      | annulé      | annulé      | annulé      | annulé      | annulée          | Selim Dridi       |
| 2021-2022 | Division 1          | 9e/10       | 18          | 18          | 6           | 0           | 12          | 58          | 98          | -40         | 32e de finale    | Jawad Belainoussi |
| 2022-2023 | Division 1          | /11         |             |             |             |             |             |             |             |             |                  | Jawad Belainoussi |

## Structure du club

### Statut juridique et légal
Le club est fondé en tant que club sportif, régi par la loi sur les associations établie en 1901. Le club est affilié sous le no 503962 à la Fédération française de football. Il appartient de plus à la Ligue du Grand-Est de football et au district de l'Alsace.
Les joueurs ont soit un statut bénévole, amateur ou de semi-professionnel sous contrat fédéral.

### Salles
En 2022, le FC Kingersheim ne dispose pas d’une grande salle. « On nous refuse le Palais des sports de Mulhouse. Huit équipes sur dix jouent dans un palais des sports en D1. Cela ne nous permet pas d’avoir des partenaires, ni d’engranger des recettes plus importantes », regrettent en août 2022 Jawad Belainoussi et Maurice Gallo, un membre du staff.

### Aspect économique
À la suite du départ du dirigeant et mécène de la section futsal du club Réda Bouadjadja en août 2021, le FC Kingersheim se retrouve brusquement démuni, quasi exsangue. Les dirigeants en place réduisent immédiatement et drastiquement le budget annoncé dans un premier temps aux instances fédérales.
Fin août 2022, l'entraîneur Jawad Belainoussi confie « Nous avons le plus petit budget du championnat. Avec 130 000 euros, on ne peut pas faire beaucoup de choses ».

### Identité et image
Le logo du FC Kingersheim est bleu et blanc. Les termes « Football Club » puis « Kingersheim » puis « passion plaisir respect » sont inscrits en majuscules bleues sur un fond blanc oblique. Ces inscriptions sont placées par-dessus un ballon de football lui-même par-dessus une flamme bleu encadrée d'une ligne formant un blason.
La section futsal crée son propre blason à sa création. « Kingersheim » est inscrit en bleu avec bordure rouge sur une écharpe au centre du logo, au-dessus du terme « futsal » puis de l'année de création de la section, 2015, avec trois étoiles blanches de taille différentes. Ces deux derniers sont écrits en blanc avec bordure rouge. Au-dessus du nom de la ville, un ballon de football ressemblant à celui de la Coupe du monde de football 2006, le Teamgeist, est dessiné entouré d'un tour blanc rayé rouge. Le tout est par-dessus un fond bleu foncé.

En 2018, le logo de la section futsal est revu. Il devient rond avec un anneau rouge foncé avec les inscriptions en majuscule « FC Kingersheim » en haut et « futsal 2015 » en bas. Le cœur est bleu foncé surmonté des initiales « KGS ». 

Logo du FC Kingersheim.
1er logo de la section futsal (2015-2018).
Logo de la section futsal depuis 2018.

La section futsal évolue tout en blanc à domicile,. En 2021-2022, l'équipe joue en jaune fluo pour le maillot et les chaussettes avec le short noir à l'extérieur. Pour la saison suivante, la tenue extérieure est rouge pour le haut et le bas avec un short gris.

## Personnalités

### Entraîneurs
Salim Dridi joue dans différents clubs de la région Grand Est au plus haut niveau et souhaite créer sa propre section. Il s’attache au FC Kingerhseim, qui lui ouvre la porte, et mobilise d'anciens coéquipiers avec qui il a joué pour construire l'équipe. Dridi est entraîneur lors des débuts en première division 2021-2022.
En 2017, Jawad Belainoussi se greffe au projet futsal du FCK et est entraîneur en décembre 2021. Salim Dridi est alors manager général de la section. Au terme de la saison 2021-2022, chargé de mission du District Doubs/Territoire et très actif dans le futsal, Jawad Belaïnoussi est élu second meilleur entraîneur de Division 1 par ses pairs (la presse spécialisée de futsal en France et les votes de chaque entraîneurs et capitaines du championnat de France), devant des spécialistes espagnols, italiens et brésiliens.

### Joueurs notables
En juin 2020, Kingersheim Futsal, alors en deuxième division, annonce l’arrivée d’Alex Dioné Veroneze dit Bateria, star du futsal brésilien passé par l'Inter Movistar et le FC Barcelone,,. Le FCK recrute aussi Eka, un autre Brésilien, Fabian Sangines, gardien de l’équipe nationale suisse, et Baptiste Jaeger, international français U19,.
En août 2021, Réda Bouadjadja, dirigeant et mécène de la section futsal du club, quitte le club. De nombreux joueurs et membres du staff, recrutés et payés par l’apport financier de l’homme d’affaires, quittent le FCK. Il s'agit des internationaux Bolinha, Bateria, Koukezian, ou d’autres joueurs réputés dans le milieu (Leclercq, De Moura). En fin de saison 2021-2022, le Kingersheimois Moussa Haddad est désigné seconde révélation du championnat,.
En 2022-2023, l’équipe haut-rhinoise repose sur une ossature locale composée de Boumaza, Giovinazzo, Roberto, Hicham Titebah, Inza Koné et Moussa Haddad. L'international biélorusse Daniil Kryviski rejoint le groupe.

### Effectif 2022-2023
À l'été 2022, deux Espagnols, trois Brésiliens et un Biélorusse arrivent dans l'effectif. Pour six arrivées, il y a quatre départs : les deux Brésiliens Kubik et Felipe, le Russe Rakmatov et Baptiste Jaegger.